# Kazàtxia Badaranovka
Kazàtxia Badaranovka (en rus: Казачья Бадарановка) és un poble de l'óblast d'Irkutsk, a Rússia, que en el cens del 2010 tenia 39 habitants.